# Radja Sulayman
Radja Sulayman, ook bekend als Radja Suliman, was de laatste heerser van Maynila, een koninkrijk in de 16e eeuw op de locatie van de Filipijnse hoofdstad Manilla voordat de Spanjaarden in 1571 er de macht overnamen.

## Biografie
Radja Sulayman was een neef van Lakandula, de koning van het Koninkrijk Tondo en van Radja Matanda, heerser van Maynila. Over zijn leven voor de komst van de Spanjaarden naar de Filipijns archipel is niet veel met zekerheid bekend. Sulayman was door zijn ouder worden oom Lakandula aangewezen tot diens opvolger. Sulayman stond bij de Spanjaarden bekend als Radja Mura (de jonge radja). 
Toen de Spaanse conquistadores onder leiding van Martin de Goiti in 1570 bij Maynila landden, weigerde Radja Sulayman zich aan de Spaanse koning te onderwerpen. Het kwam daarop tot een gewapende confrontatie. De troepen van Sulayman waren niet opgewassen tegen de veel beter bewapende Spanjaarden. Maynila werd op 5 juni 1570 ingenomen en grotendeels platgebrand. Nadien keerden de Spanjaarden weer terug naar Panay. Een jaar later keerden ze weer terug, ditmaal onder leiding van Miguel López de Legazpi zelf. In tegenstelling tot zijn ooms weigerde Sulayman opnieuw om zich aan de Spaanse koning te onderwerpen. Op 3 juni 1571 kwam het tot een gevecht. De Spanjaarden wonnen deze Slag om Bangkusay en de leider van de Filipijnse troepen kwam hierbij om het leven. 
Onduidelijk is echter of deze omgekomen leider Radja Sulayman was of niet. Diverse historici houden het erop dat Sulayman onder druk van zijn ooms uiteindelijk een verdrag met Sulayman sloot. In dat geval hield hij zich nadien afzijdig bij de opbouw van de Spaanse stad Manilla. Het was Landula die het grootste deel van de ondersteuning hiervoor leverde aan de Spanjaarden. In augustus 1572 overleed Radja Matanda, waarna Sulayman hem opvolgde. Kort daarop overleed ook Lopez de Legazpi. Twee jaar later ontstond een conflict tussen de Lakandula en Sulayman en de Spaanse leiders, nadat deze stukken van hun land als encomienda hadden weggeven. Er ontstond een opstand ten noorden van Manilla. Volgens sommige bronnen kwam Sulayman hierbij om het leven. Volgens weer andere bronnen overleefde hij de opstand echter. Er zijn ook schrijvers en historici die beweren dat Sulayman onder de naam Agustin de Legaspi, de opstand in Tondo van 1587 tot 1588 leidde. Hij zou volgens die bronnen dus in 1588 om het leven gekomen.